# KS-30 (canon anti-aérien)

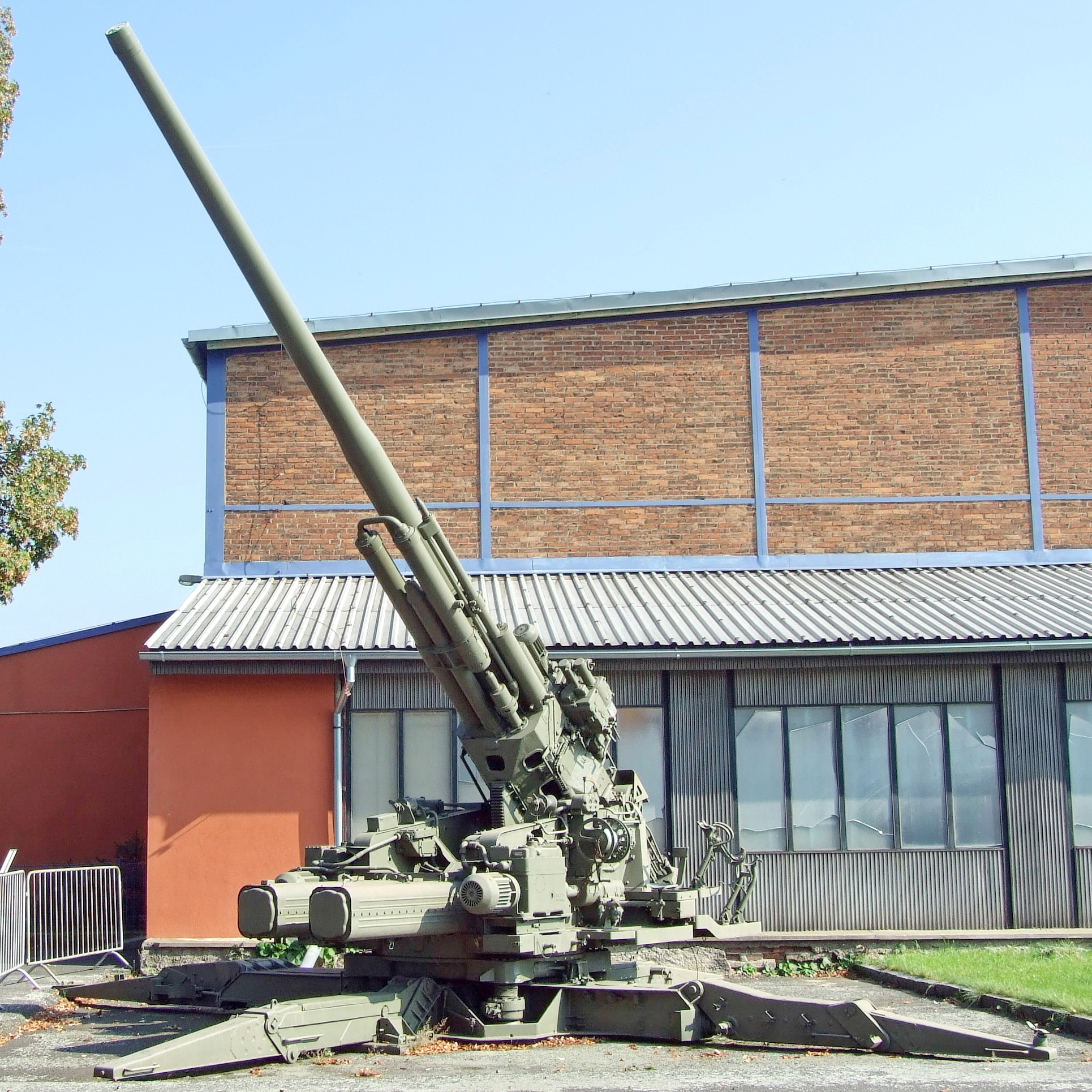
Canon anti-aérien de 130 mm KS-30

Le KS-30 est un canon anti-aérien soviétique de 130 mm apparu en 1954, qui fut utilisé par l'Union Soviétique et d'autre états membres du pacte de Varsovie pour la défense de leurs espaces aériens, souvent de concert avec le  KS-19 de 100 mm. 
Le KS-30 était encore utilisé par l'armée irakienne pendant la guerre du Golfe.
Le KS-30 n'est plus utilisé de nos jours (2020).
Il est reconnaissable à ses doubles pneumatiques lourdes, une plateforme de tir qui est rétractable jusqu'à un angle de 45° lors de déplacement du dispositif, ainsi que d'un long canon sans frein de bouche. La culasse est de type semi-automatique à calage horizontal coulissant. La commande de tir est gérée par le directeur PUAZO-30, ainsi que par un radar de conduite de tir SON-30. 

## Armes comparables
- 12,8 cm Flak 40 - Troisième Reich
- 120 mm M1 gun (en) - États-Unis